# Шпилька (каблук)
Шпи́лька — деталь женской обуви (вид (тип) каблука). 
Каблук «Шпилька» отличается от обычного каблука высотой и толщиной. Он бывает до 25 см высотой и от 3 мм толщиной. Конструктивно представляют собой тонкий металлический стержень в пластмассовой оболочке или обтянутый кожей; шпильку без оболочки называют шпилька-стилет. На концы шпилек обычно прибиваются или прикручиваются набойки, на шпильках-стилетах набойки встречаются не всегда. 
Шпильку изобрел в 1950 году итальянский модельер Сальваторе Феррагамо. В качестве опоры для каблука он предложил длинный стержень-стилет. Первые шпильки Феррагамо были деревянными, и поэтому легко ломались. Когда шпилька стала металлической, её популярность возросла во много раз. Одной из первых женщин, прославивших шпильки-стилеты, была Мэрилин Монро.